# Hyposerica courtoisi
Hyposerica courtoisi är en skalbaggsart som beskrevs av Ahrens och Fabrizi 2009. Hyposerica courtoisi ingår i släktet Hyposerica och familjen Melolonthidae. Inga underarter finns listade i Catalogue of Life.